# Colportageboek
Een colportageboek is een boek uit de begintijd van de boekdrukkunst, dat bedoeld was voor de onderhandse verkoop. Colportageboeken waren meestal verboden.
De reguliere boeken droegen meestal vooraan de naam van een of meer winkels waar ze konden verkregen worden. De colportageboeken zijn meestal illegaal en hun drukker of uitgever onnatrekbaar. De distributie van deze boeken gebeurde door reizende verkopers, die ze aan de man trachtten te brengen in herbergen en op markten.
Inhoudelijk gaan deze boeken meestal over kwakzalverij of toverij, zoals de grimoires. Omwille van de illegaliteit en de manier van slijten van deze boeken, werden ze meestal op zeer klein formaat gedrukt.